# Università nazionale normale di Taiwan
L'Università nazionale normale di Taiwan (國立臺灣師範大學T, 国立台湾师范大学S, Guólì Táiwān Shīfàn DàxuéP, kuo2li4 tai2wan1 shih1fan4 ta4 hsüeh2W; sigla NTNU, dal nome inglese National Taiwan Normal University), spesso abbreviata come Shida (師大), è un'università situata nella capitale taiwanese Taipei e divisa in tre campus. Riconosciuta come uno dei migliori istituti taiwanesi d'istruzione universitaria, la NTNU ha una media di 11.000 iscritti l'anno, con un rapporto del 6:4 tra studenti di laurea di primo livello e specialistica. Approssimativamente 1.500 studenti sono internazionali.

## Storia
L'Università nazionale normale di Taiwan fu fondata all'inizio del XX secolo, durante l'occupazione giapponese di Taiwan, e fu inizialmente pensata come scuola provinciale. Denominata inizialmente Taihoku College, riprendendo il nome giapponese di Taipei, la scuola aveva lo scopo di istruire giovani rampolli dell'alta società che avrebbero assistito il governo nell'amministrazione dell'isola. Molti edifici presenti nei tre campus universitari risalgono direttamente al periodo coloniale giapponese, inclusi l'edificio amministrativo, l'auditorium/aula magna, la sala Wenhui e la sala Puzi. Gli ingegneri civili giapponesi aggiunsero all'architettura degli edifici degli elementi neoclassici e neogotici, ad imitazione dei campus delle università europee.
Nel 1946, il partito nazionalista cinese (Kuomintang) prese il controllo di Taiwan e rinominò l'università Taiwan Provincial Teachers College; la data ha assunto una tale importanza che alcune pubblicazioni universitarie la riportano ancora come data effettiva della fondazione. Nel 1956 è stato aperto il Mandarin Training Center, un'estensione dell'istituto, che a sua volta fu rinominato con il nome che porta tutt'oggi nel 1967. Sebbene la scuola avesse acquisito per quella data le facoltà di arte, letteratura e scienze umanistiche, la sua missione fondamentale rimase l'istruzione degli insegnanti.
Il ruolo dell'università come istituzione onnicomprensiva è stato deciso solo nel 1994, quando il governo della Repubblica di Cina emise una legge sull'istruzione degli insegnanti, che pose tale responsabilità anche sulle spalle di altre istituzioni. In quell'anno furono creati nuovi dipartimenti e corsi di laurea, e furono istituite delle attività accademiche internazionali, quali scambi studenteschi e culturali e gemellaggi con altre università del mondo.

## Anni moderni

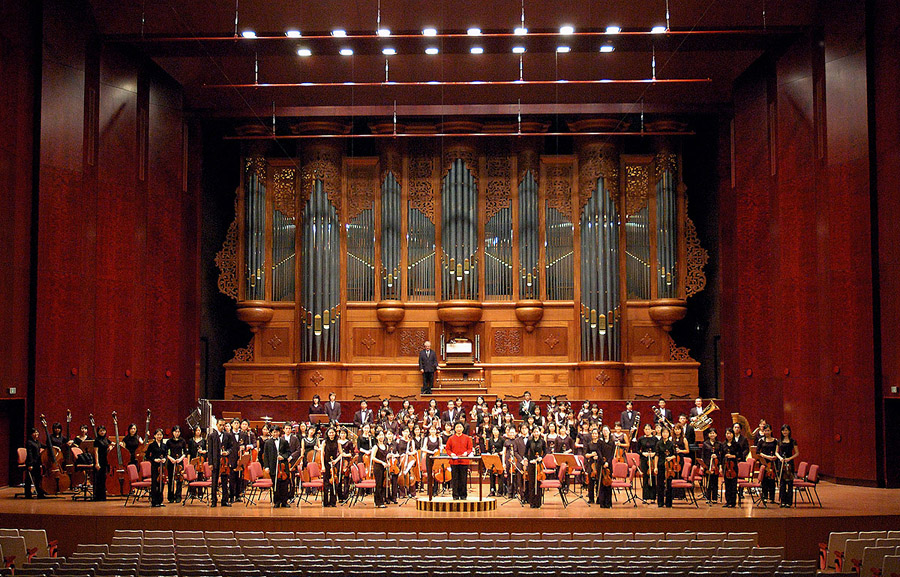
Apo Hsu e l'orchestra sinfonica della NTNU al National Concert Hall di Taiwan

La NTNU possiede tre campus situati nel centro storico di Taipei: il principale è nel distretto di Da'an, famoso per essere la zona storica dei college e dell'istruzione universitaria (qui vi sono il centro di atletica, la biblioteca principale, l'edificio di lingue, l'edificio dell'amministrazione, l'auditorium e l'aula magna dell'università); il secondo campus, dove si trova la facoltà di scienze, è situato nel distretto di Gongguan; l'ultimo ed il più piccolo si trova nel distretto chiamato Linkou. I programmi dei corsi si dividono in dieci facoltà maggiori:
- Facoltà di Scienze della Formazione
- Facoltà di Belle Arti ed Arti Applicate
- Facoltà di Studi Internazionali ed Istruzione per Cinesi d'Oltremare
- Facoltà di Arti Liberali
- Facoltà di Amministrazione
- Facoltà di Musica
- Facoltà di Scienze
- Facoltà di Scienze Sociali
- Facoltà di Sport
- Facoltà di Tecnologia

Nel 2006, l'università pubblicò la prima statistica che assegnava un numero preciso agli iscritti ed agli impiegati che la frequentavano o vi lavoravano.
- Studenti iscritti: 11.055
- Studenti di laurea di primo livello: 6.942
- Studenti di laurea specialistica: 4.113
- Studenti internazionali (compresi anche quelli del Centro Culturale): 1.499
- Corsi di laurea a tempo pieno: 693
- Corsi di laurea part-time: 470
- Professori: 492

L'università gestisce anche la Affiliated Senior High School of Università nazionale normale di Taiwan, un istituto d'istruzione media superiore ad essa affiliata.

## Programmi internazionali
Per quanto riguarda l'ambito internazionale, la NTNU è parecchio conosciuta per il suo Mandarin Training Center, formalmente conosciuto come Centro di lingua cinese e studi culturali, programma fondato nel 1956 per favorire lo studio del mandarino standard agli studenti stranieri. Il Mandarin Training Center rappresenta uno dei primi programmi mondiali per lo studio internazionale della lingua cinese, favorendo l'iscrizione di più di mille studenti l'anno da oltre sessanta paesi del mondo. Durante l'anno, vengono offerti corsi di lingua, letteratura, calligrafia, arti ed arti marziali, che durano un trimestre e permettono così agli studenti internazionali di utilizzare il periodo estivo per parteciparvi, come campo estivo o viaggio studio. Il centro sponsorizza anche agenzie di viaggi, ospita competizioni di oratoria, organizza seminari, esibizioni e spettacoli in diversi campi delle tipiche arti estremorientali. Dal 1998, è operativa anche un'associazione degli alunni del Mandarin Training Center (MTCAA).
Altre notevoli attività internazionali, più recenti, sono le Olimpiadi internazionali della chimica ospitate dalla NTNU nel 2005, e la fusione con la University Preparatory School for Overseas Chinese Students nel 2006.
La NTNU nutre una robusta rete di gemellaggi con altre istituzioni universitarie nel mondo, per favorire l'iscrizione e lo scambio culturale con studenti di altre parti del mondo.
- Universidade de São Paulo
- Universidad Nacional de Asunción
- Georgetown University
- Johns Hopkins University
- Ohio State University
- Pennsylvania State University
- Radford University
- Rutgers University
- San Diego State University
- San Francisco State University
- University of California, Los Angeles
- Università dell'Illinois a Urbana-Champaign
- University of Iowa
- University of Pittsburgh
- Università dell'Alberta
- Università della Columbia Britannica
- Simon Fraser University
- Università di Glasgow
- University of London
- Università di Parigi-Diderot
- Università di Poitiers
- Università di Bonn
- Università Ruprecht Karl di Heidelberg
- Università per la musica e le arti interpretative di Vienna
- Rotterdam School of Management
- Università Niccolò Copernico
- Università Babeş-Bolyai

Particolarmente estensivi sono i collegamenti della NTNU con l'area dell'Asia Pacifica, in quanto dozzine sono i gemellaggi con istituti della Corea del Sud, del Giappone, di Singapore, della Thailandia, del Vietnam, dell'Australia e della Nuova Zelanda.

## Dipartimenti accademici
Le dieci facoltà della Università nazionale normale di Taiwan presentano diversi corsi di laurea, tra i quali alcuni (qui segnati con un asterisco) sono esclusivamente di secondo grado.

### Facoltà di scienze della formazione
- Istruzione continuata e per adulti
- Educazione civica e direzione
- Istruzione
- Psicologia e terapia dell'istruzione
- Politica ed amministrazione dell'istruzione*
- Terapia di riabilitazione*
- Educazione e promozione della salute
- Sviluppo umano ed educazione familiare
- Educazione alle informazioni e al computer
- Studi bibliotecari e delle informazioni*
- Istruzione speciale

### Facoltà di belle arti e arti applicate
- Design*
- Storia dell'arte*
- Belle Arti

### Facoltà di studi internazionali ed istruzioni per cinesi oltremare
- Istituto specialistico per l'insegnamento del cinese come seconda lingua*
- Istituto specialistico di studi sinologici*
- Istituto specialistico di culture e turismo europei*
- Dipartimento di sviluppo e cultura dell'Asia orientale
- Dipartimento di lingua e letteratura cinesi applicate
- Dipartimento di lingua cinese per studenti internazionali

### Facoltà di arti liberali
- Cinese
- Inglese
- Geografia
- Storia
- Cultura, lingue e letteratura di Taiwan
- Storia di Taiwan
- Insegnamento del cinese come seconda lingua
- Interpreti e traduttori

### Facoltà di musica
- Musica
- Arti performative
- Etnomusicologia

### Facoltà di amministrazione
- Istituto specialistico di amministrazione
- Laurea di primo livello in amministrazione commerciale
- Istituto specialistico di affari internazionali e strategie globali

### Facoltà di scienze
- Chimica
- Informatica ed ingegneria delle informazioni
- Scienze della Terra
- Tecnologia e scienza elettro ottica
- Educazione ambientale
- Scienze della vita
- Matematica
- Fisica
- Educazione alle scienze

### Facoltà di scienze sociali
- Comunicazione di massa
- Scienze politiche
- Scienze sociali

### Facoltà di sport
- Scienze dell'atletica
- Scienze motorie e sportive*
- Educazione fisica
- Amministrazione libera e sportiva*

### Facoltà di tecnologia
- Comunicazione di arti grafiche
- Educazione industriale
- Educazione alle tecnologie industriali
- Istituto di tecnologie elettroniche applicate*
- Tecnologie meccatroniche
- Educazione e sviluppo della forza lavoro internazionale*

## Nomenclature
L'abbreviazione standard inglese dell'Università nazionale normale di Taiwan è NTNU, mentre in mandarino standard è Shida. Tale parola, se usata accanto a nomi di luoghi di Taipei (mercato notturno Shida, via Shida, libreria Shida ecc...), indica che questo luoghi si trovano nel campus dell'università o vicino ad esso.
La parola normal (normale) nel nome dell'istituzione deriva dall'usanza anglofona, ormai arcaica, di indicare una scuola che istruisce insegnanti; esso è stato applicato in questo caso poiché alla fondazione dell'università, nel primo decennio del XX secolo, era ancora di uso comune. A causa del suo nome, la NTNU è riconosciuta ufficialmente nel mondo come istituzione dominante nel campo delle scienze della formazione a Taiwan.
Spesso, il Mandarin Training Center viene abbreviato come MTC.